# Munidopsis yaguinensis
Munidopsis yaguinensis är en kräftdjursart som beskrevs av Ambler 1980. Munidopsis yaguinensis ingår i släktet Munidopsis och familjen trollhumrar. Inga underarter finns listade i Catalogue of Life.